# Муньос, Луис
Луи́с Муньо́с (исп. Luis Muñoz; род. 1966, Гранада) — испанский поэт и переводчик.

## Биография
Окончил Гранадский университет по специальности «Испанская и романская филология». Издавал журнал поэзии Hélice (1992—2002). Переводил новейшую поэзию с английского и итальянского (Унгаретти). Автор статей об испаноязычной поэзии XX в. В 2012—2013 годах — приглашённый профессор Айовского университета.

## Книги стихов
- Приморская улица/ Calle del mar (1987)
- Сентябрь/ Septiembre (1991, финалист премии Гиперион)
- Желтые яблоки/ Manzanas amarillas (1995, премия г. Кордова)
- El apetito (1998)
- Pequeña antología poética (2000, антология)
- Соответствия/ Correspondencias (2001, Международная поэтическая премия Поколение 27 года; премия Критический глаз Национального радио Испании )
- Почистить рыбу/ Limpiar pescado. Poesía reunida (2005, собрание стихотворений)
- Любимая тишина/ Querido Silencio (2006)